# Эвкалипт пепельный
Эвкали́пт пе́пельный (лат. Eucalýptus cinérea) — вечнозелёное дерево, вид рода Эвкалипт (Eucalyptus) семейства Миртовые (Myrtaceae).

## Ботаническое описание
Невысокое или среднего размера дерево. Ствол искривлённый или прямой.
Кора на стволе и крупных ветвях — грубоволонистая, красновато-коричневая; на мелких и конечных ветках — гладкая, кремово-белая, опадает небольшими полосами.
Молодые листья супротивные, ярко-сизые, яйцевидные или почти округлые, длиной 3,5—4,5 см, шириной 3,5—5 см, при основании сердцевидные, сидячие или на коротком черешке. Взрослые листья супротивные или очерёдные, сидячие или почти сидячие, сизые с восковым налётом, или сходные с молодыми листьями, или от узко- до широколанцетных, длиной 10—13 см и шириной 2,5 см.
Зонтики трёхцветковые, пазушные, цветоносы округлые или сплюснутые, длиной 4—9 мм; бутоны сидячие или на цветоножках, сизые, ромбовидные, булавовидные или яйцевидные, длиной 7—10 мм, диаметром 5—6 мм; крышечка коническая, короче трубки цветоложа. Пыльники продолговато-яйцевидные, выемчатые, открывающиеся продольными щелями.
Плоды сидячие или на ножках, шаровидные, бокаловидные или широко грушевидные, длиной 6—10 мм, диаметром 7—10 мм.
На родине цветёт в октябре — декабре, на Черноморском побережье Кавказа — в октябре — марте, в холодные зимы цветение затягивается до апреля — мая.

## Распространение и экология
В Австралии произрастает в штатах Новый Южный Уэльс и Виктория, поднимаясь на высоту до 600 м над уровнем моря. На Черноморском побережье Кавказа этот вид встречается в садах и парках от Сочи до Батуми.
Хорошо растёт на умеренно влажных, аллювиальных и красноземных почвах. На сырых, глинистых склонах рост замедлен. На бедных и сухих почвах растёт медленно и кустовидно.
За 10 лет достигает, в среднем, высоты в 10—12 м, при диаметре ствола 15—30 см. На родине взрослые деревья достигают высоты в 15 м, на Черноморском побережье Кавказа высота деревьев достигает 20—25 (до 30) м, при диаметре ствола 60—70 см.
Отличается высокой зимостойкостью, выдерживает кратковременные морозы в −12…11 °C, морозы в −13…12 °C повреждали всю надземную часть растений, но даже при этом часть деревьев слабо повреждались.

## Значение и применение
Древесина красноватая, по физико-механическим свойствам не уступает древесине дуба.
Представляет ценность как красивое, морозоустойчивое, декоративное дерево с вечнозелёной сизой листвой.
Листья содержат 1,2 % эфирного масла, состоящего из цинеола (54—85 %), пинена, эфиров, альдегидов и сесквитерпенов.

## Таксономия
Вид Эвкалипт пепельный входит в род Эвкалипт (Eucalyptus) подсемейства Myrtoideae семейства Миртовые (Myrtaceae) порядка Миртоцветные (Myrtales).
|  |                                      |  |                                                             |                                                             |                    |  | ещё 13 семейств (согласно Системе APG II) | ещё 13 семейств (согласно Системе APG II)    |                                              |  |  |  | ещё 130 родов       | ещё 130 родов          |  |  |
|  |                                      |  |                                                             |                                                             |                    |  | ещё 13 семейств (согласно Системе APG II) | ещё 13 семейств (согласно Системе APG II)    |                                              |  |  |  | ещё 130 родов       | ещё 130 родов          |  |  |
|  |                                      |  |                                                             | порядок Миртоцветные                                        |                    |  |                                           |                                              | подсемейство Myrtoideae                      |  |  |  |                     | вид Эвкалипт пепельный |  |  |
|  |                                      |  |                                                             | порядок Миртоцветные                                        |                    |  |                                           |                                              | подсемейство Myrtoideae                      |  |  |  |                     | вид Эвкалипт пепельный |  |  |
|  | отдел Цветковые, или Покрытосеменные |  |                                                             |                                                             | семейство Миртовые |  |                                           |                                              | род Эвкалипт                                 |  |  |  |                     |                        |  |  |
|  | отдел Цветковые, или Покрытосеменные |  |                                                             |                                                             |                    |  |                                           |                                              |                                              |  |  |  |                     |                        |  |  |
|  |                                      |  | ещё 44 порядка цветковых растений (согласно Системе APG II) | ещё 44 порядка цветковых растений (согласно Системе APG II) |                    |  |                                           | ещё 1 подсемейство (согласно Системе APG II) | ещё 1 подсемейство (согласно Системе APG II) |  |  |  | ещё более 700 видов |                        |  |  |
|  |                                      |  |                                                             | ещё 44 порядка цветковых растений (согласно Системе APG II) |                    |  |                                           |                                              | ещё 1 подсемейство (согласно Системе APG II) |  |  |  |                     |                        |  |  |